# Cortiçô da Serra, Vide Entre Vinhas e Salgueirais
Cortiçô da Serra, Vide Entre Vinhas e Salgueirais (oficialmente: União das Freguesias de Cortiçô da Serra, Vide Entre Vinhas e Salgueirais) é uma freguesia portuguesa do município de Celorico da Beira, com 22,34 km² de área e 362 habitantes (censo de 2021). A sua densidade populacional é 16,2 hab./km².

## História
Foi constituída em 2013, no âmbito de uma reforma administrativa nacional, pela agregação das antigas freguesias de Cortiçô da Serra, Vide Entre Vinhas e Salgueirais e tem a sede em Cortiçô da Serra.

## Demografia
A população registada nos censos foi:
| Distribuição da População por Grupos Etários | Distribuição da População por Grupos Etários | Distribuição da População por Grupos Etários | Distribuição da População por Grupos Etários | Distribuição da População por Grupos Etários | Distribuição da População por Grupos Etários |
| -------------------------------------------- | -------------------------------------------- | -------------------------------------------- | -------------------------------------------- | -------------------------------------------- | -------------------------------------------- |
| Antes da agregação                           |                                              |                                              |                                              |                                              |                                              |
| Ano                                          | 0-14 anos                                    | 15-24 anos                                   | 25-64 anos                                   | >= 65 anos                                   | Total                                        |
| 2001                                         | 71                                           | 76                                           | 232                                          | 201                                          | 580                                          |
| 2011                                         | 41                                           | 35                                           | 200                                          | 174                                          | 450                                          |
| Após a agregação                             |                                              |                                              |                                              |                                              |                                              |
| Ano                                          | 0-14 anos                                    | 15-24 anos                                   | 25-64 anos                                   | >= 65 anos                                   | Total                                        |
| 2021                                         | 29                                           | 18                                           | 153                                          | 162                                          | 362                                          |